# Nikoloz Izoria
Nikoloz Izoria (georgisch ნიკოლოზ იზორია; * 31. August 1985 in Poti) ist ein ehemaliger georgischer Boxer.

## Erfolge
Nikoloz Izoria gewann 2002 jeweils eine Bronzemedaille bei den Kadetten-Europameisterschaften in der Ukraine und den Kadetten-Weltmeisterschaften in Ungarn.
Seinen größten Erfolg erzielte er mit dem Gewinn der Silbermedaille im Fliegengewicht bei den Europameisterschaften 2004 in Kroatien. Nach Siegen gegen Vincenzo Picardi aus Italien (20:10), Don Broadhurst aus England (35:16), Kadri Kordel aus der Türkei (37:17) und Andrzej Rżany aus Polen (27:15) verlor er im Finale gegen Georgi Balakschin aus Russland (21:39). Daraufhin war er für die Olympischen Spiele 2004 in Griechenland qualifiziert, wo er Walid Cherif aus Tunesien (24:14) besiegte und im Achtelfinale gegen Fuad Aslanov aus Aserbaidschan (25:27) unterlag.
2008 qualifizierte er sich bei den europäischen Ausscheidungskämpfen mit Siegen gegen Artur Gavoci aus Albanien (27:6), Vittorio Parrinello aus Italien (24:13), Alexei Schajdulin aus Bulgarien (TKO), Michał Chudecki aus Polen (26:23) und Bashir Hassan aus Schweden (18:5) für die Olympischen Spiele 2008 in China. Dort besiegte er Thato Batshegi aus Botswana (14:4), ehe er im Achtelfinale gegen Şahin İmranov aus Aserbaidschan (9:18) scheiterte.
Weiters war er Teilnehmer der WM 2005 in China (Achtelfinale), der EM 2006 in Bulgarien (Viertelfinale), der WM 2007 in den USA (Vorrunde), der EM 2011 in der Türkei (Achtelfinale) und der WM 2011 in Aserbaidschan (Vorrunde).